# Araneus mitificus
Araneus mitificus är en spindelart som först beskrevs av Simon 1886.  Araneus mitificus ingår i släktet Araneus och familjen hjulspindlar. Inga underarter finns listade i Catalogue of Life.

## Bildgalleri

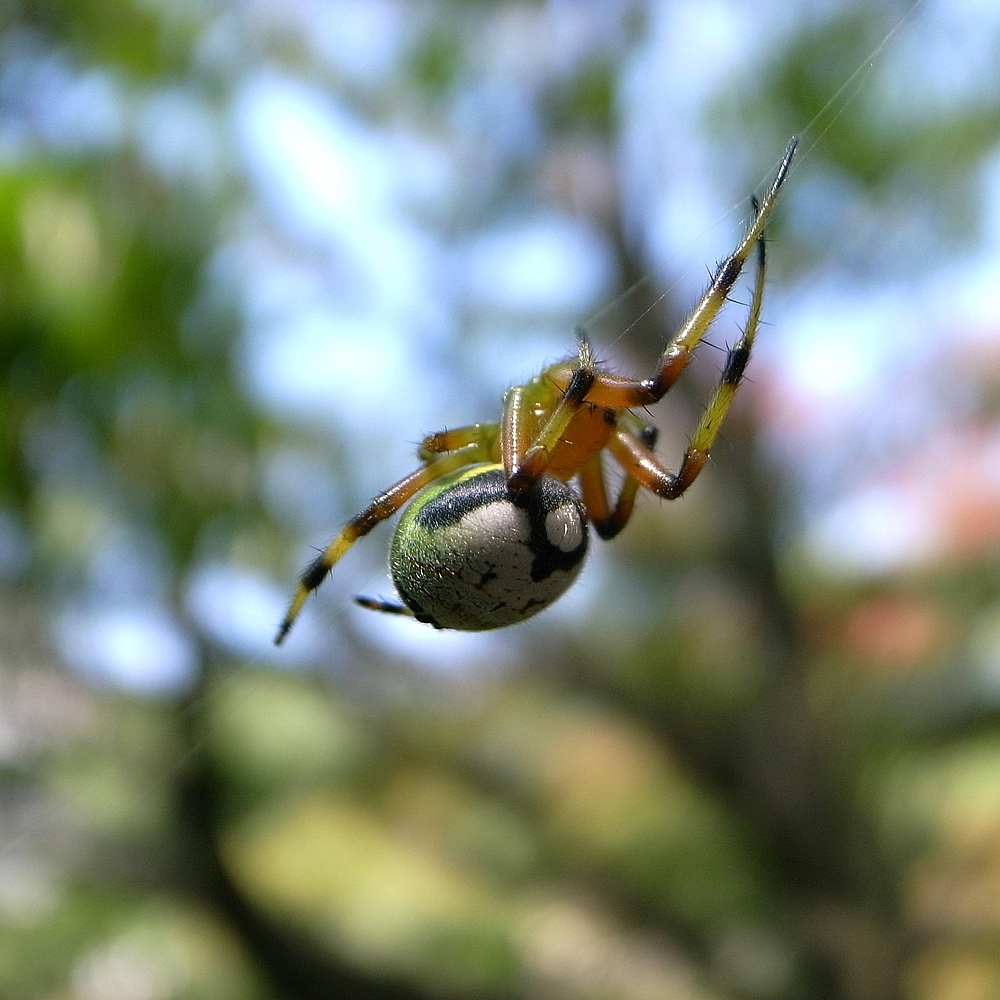
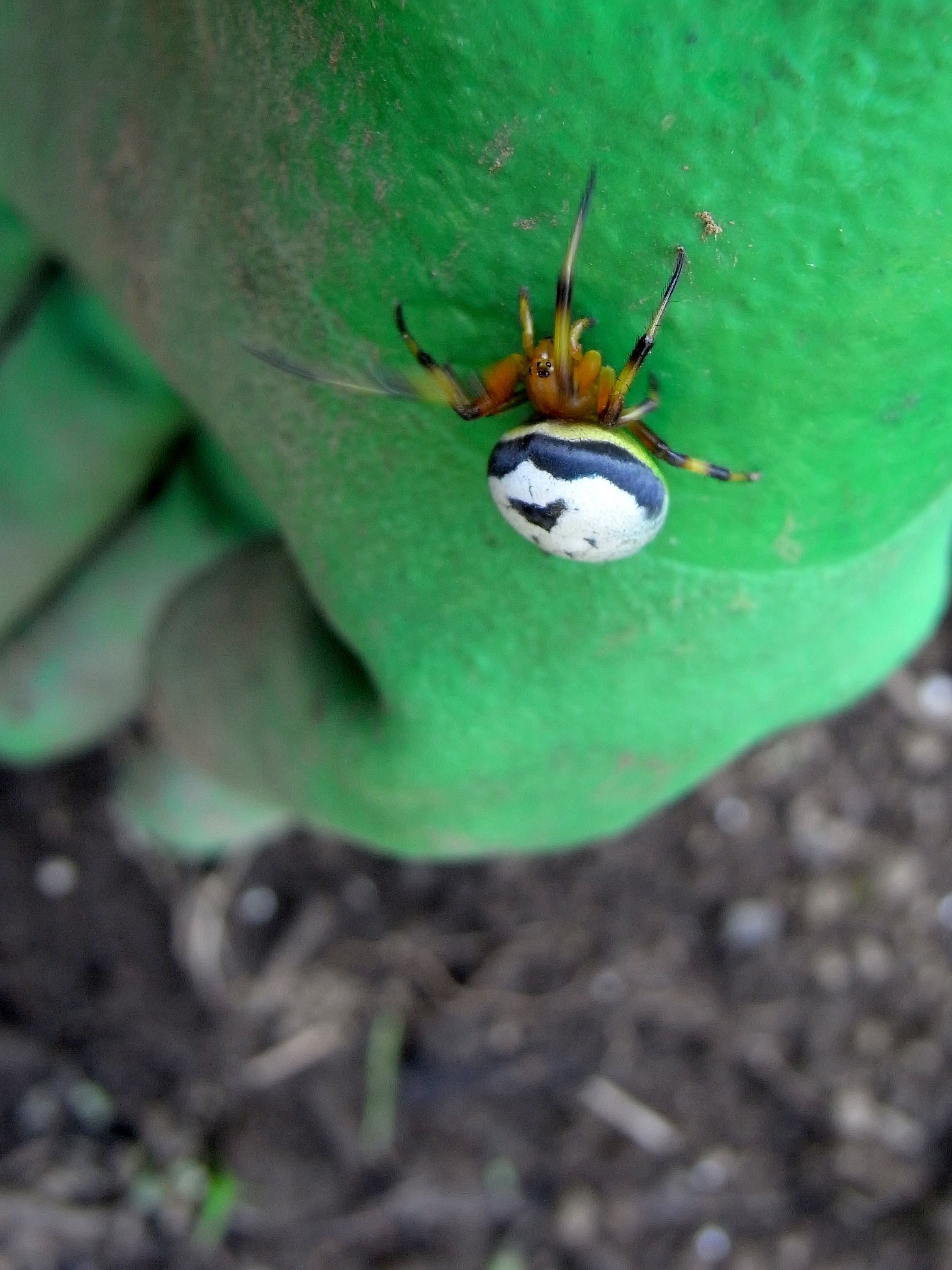
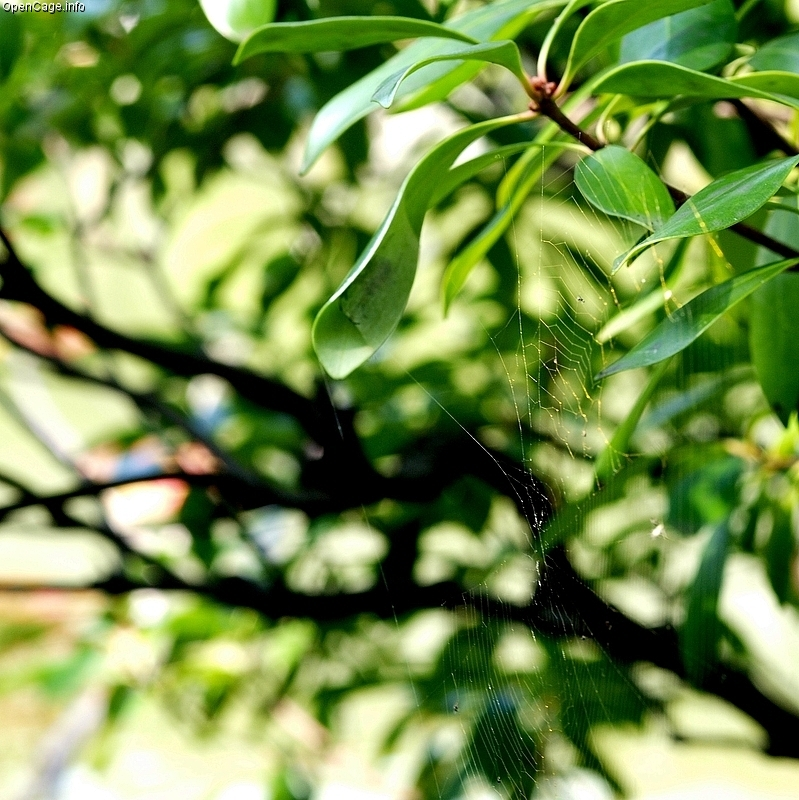
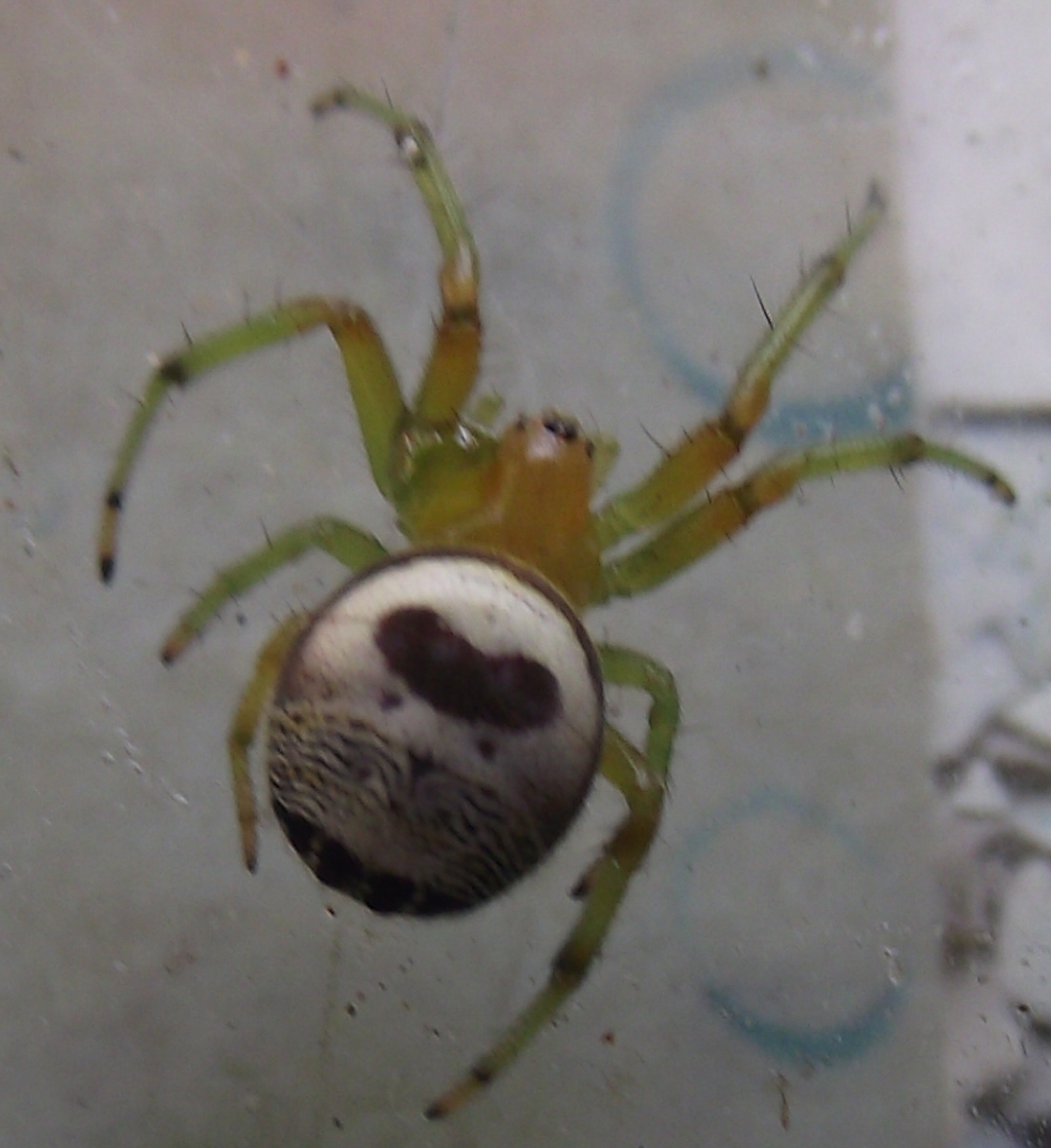
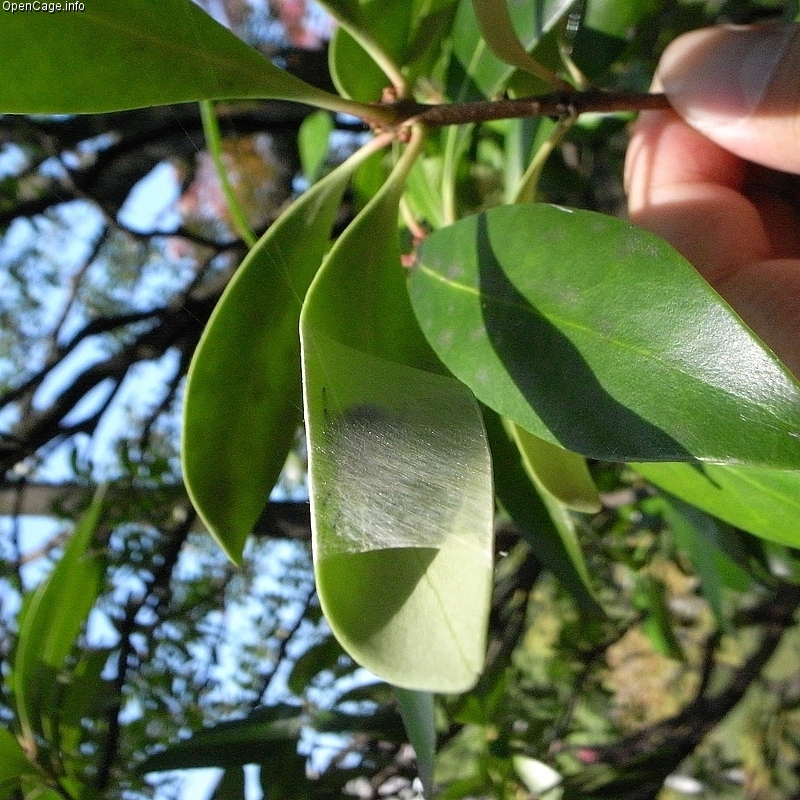